# Hawajka płomienna
Hawajka płomienna (Paroreomyza flammea, po hawajsku Kakawahie) – gatunek małego ptaka z rodziny łuszczakowatych (Fringillidae), podrodziny łuskaczy (Carduelinae). Występował endemicznie na hawajskiej wyspie Molokaʻi, wymarł w latach 60. XX wieku.

## Taksonomia
Po raz pierwszy gatunek opisał Scott Barchard Wilson w 1890 na łamach „Proceedings of The Zoological Society of London”. Zamieścił jedynie informacje o wyglądzie, różnicach między hawajką płomienną a pąsową (Loxops coccineus) i informację o tym, że hawajki te zamieszkują Molokaʻi. Nadał nowemu gatunkowi nazwę Loxops flammea. Podczas swojego pobytu na Molokaʻi Wilson odłowił 3 okazy; podczas wycieczki po lesie prowadził go chłopiec, rodowity Hawajczyk. Obecnie (2021) Międzynarodowy Komitet Ornitologiczny umieszcza hawajkę płomienną w rodzaju Paroreomyza.
W języku angielskim przyjęła się nazwa Kakawahie, pochodząca z języka tubylczych mieszkańców Hawajów. Oznacza drewno na opał.

## Morfologia

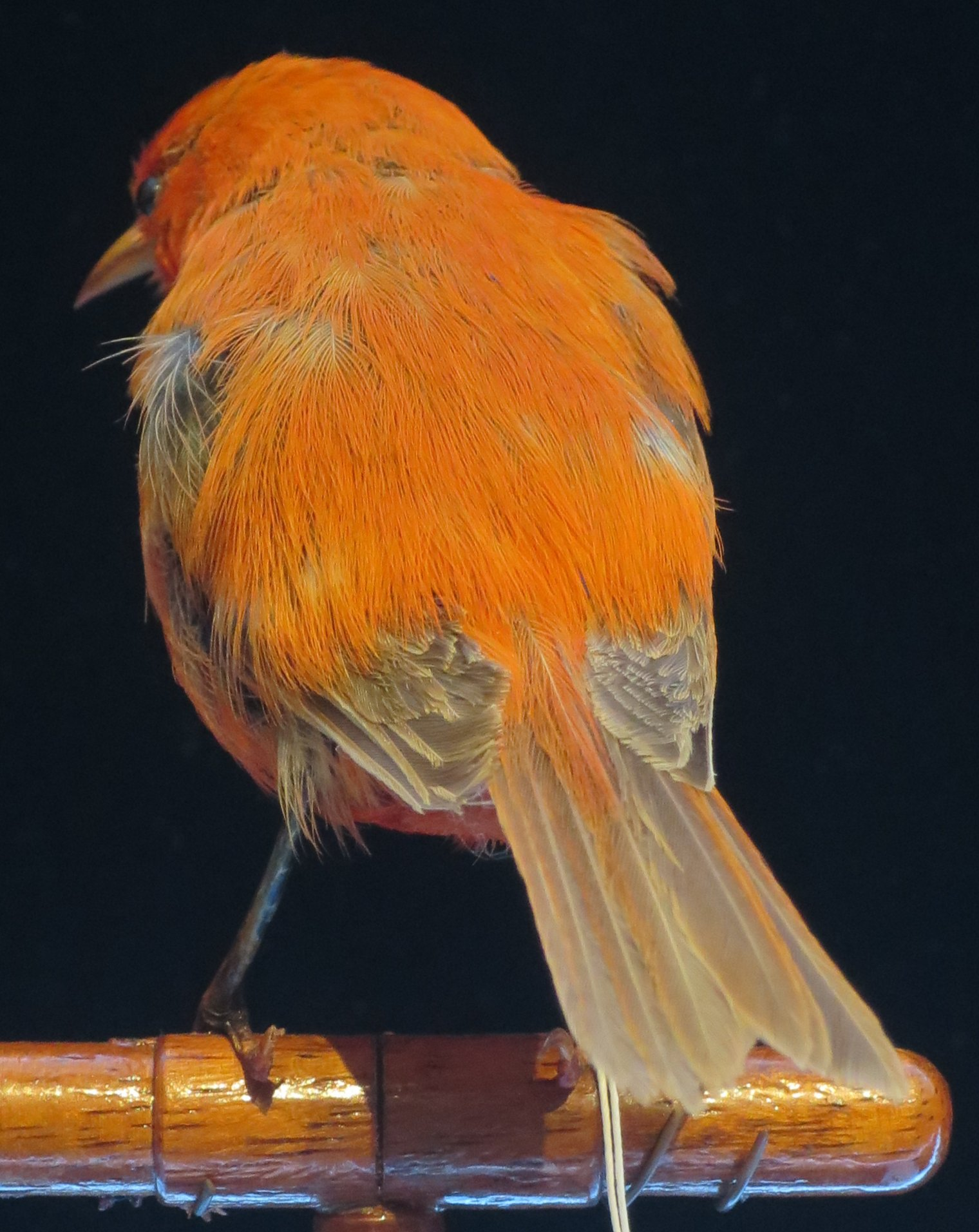
Samiec, Bishop Museum, Honolulu

Wymiary podane przez Wilsona, oryginalne w calach: długość ciała 127 mm, długość skrzydła 63 mm, długość dzioba 13 mm, długość skoku 19 mm, długość ogona 51 mm.
Występuje dymorfizm płciowy w upierzeniu. U samca pióra z przodu i po bokach głowy szkarłatne, na ciemieniu i grzbiecie bardziej brązowawe, a na kuprze znów niemal szkarłatne. Broda, gardło i reszta spodu ciała ogółem również krwistoczerwone, ale w jaśniejszym odcieniu; jaskrawieją po bokach ciała. Sterówki brązowoczarne, obrzeżone czerwonobrązowo. Dziób i nogi jasne, różowobrązowe. Powyższy okaz bazuje na opisie Wilsona; muzealny okaz (syntyp) samca, odłowionego przez Wilsona w czerwcu 1888, jest jednak mniej żywo ubarwiony niż w opisie autora. Według Rothschilda samce są jednak ubarwione żywiej, niż to narysował i opisał Wilson. Henry Palmer odnotował, że osobniki o bardzo intensywnej, czerwonej barwie widywał najrzadziej.
Według Wilsona u samicy ciemię brązowe, jednak każde z piór jest czerwonobrązowe u nasady. Grzbiet brązowy z czerwonym nalotem, kuper rdzawy, pokrywy nadogonowe czerwonobrązowe. Lotki i sterówki brązowoczarne z czerwonobrązowymi krawędziami. Spód ciała brudnobiały z jasnoczerwonym nalotem. Boki ciała czerwonobrązowe. Według Rothschilda ptak narysowany i opisany przez Wilsona jako samica był naprawdę młodocianym samcem. Opisuje samicę oliwkowobrązową z pomarańczowym nalotem z wierzchu ciała, bardziej czerwonawą na głowie, kuprze i pokrywach nadogonowych, a od spodu barwy pomarańczy kadmowej (lub aurypigmentu).

## Ekologia i zachowanie
Hawajki płomienne zamieszkiwały wilgotne lasy Metrosideros polymorpha (Ohiʻa) powyżej 500 m n.p.m. Były owadożerne. Wilson opisał głos hawajek jako metaliczne, przypominające dochodzący z daleka odgłos rąbania drewna czip, czip, czip. Nie jest jasne, czy hawajska nazwa tego ptaka nawiązuje do „płomiennego” upierzenia, czy do głosu. Rothshild odnotował, że hawajki płomienne są ciekawskie i łatwo je zwabić imitując zawołanie, brzmiące jak tłiit i nieodróżnialne od zawołania hawajki górskiej (P. montana).

## Status
IUCN uznaje hawajkę płomienną za wymarłą (2021). Ostatnia obserwacja miała miejsce w 1963. Hawajek płomiennych nie odnotowano podczas badań terenowych w 1980, 1988 i 2004. Przyczyny wymarcia nie są jasne. Mogły się do tego przyczynić niszczenie środowiska i zawleczone choroby. Najprawdopodobniej hawajki płomienne nie były odławiane celem pozyskania dekoracyjnych piór.